# Ne se bat'
Ne se bat' je deseti album slovenskega kantavtorja Adija Smolarja, izdan pri založbi Nika Records leta 2001 v obliki zvočnega CD-ja in kasete.

## Seznam pesmi
Vse pesmi je napisal in uglasbil Adi Smolar.
| Št.             | Naslov                    | Dolžina |
| --------------- | ------------------------- | ------- |
| 1.              | „O ne – o ja‟             | 3:44    |
| 2.              | „Mi smo pa špilali‟       | 3:52    |
| 3.              | „Moj trombon‟             | 3:44    |
| 4.              | „Vroči telefon‟           | 3:24    |
| 5.              | „Na travniku‟             | 4:08    |
| 6.              | „Emperatrice‟             | 3:22    |
| 7.              | „Zabava za dva‟           | 2:55    |
| 8.              | „Soboška frajla‟          | 5:29    |
| 9.              | „Nedelja lep je dan‟      | 3:42    |
| 10.             | „Ne se bat'‟              | 3:05    |
| 11.             | „Pravice ni – pravica je‟ | 3:25    |
| 12.             | „Pismo Dedku Mrazu‟       | 3:22    |
| Skupna dolžina: | Skupna dolžina:           | 44:19   |

## Zasedba
- Adi Smolar — vokal, kitara